# Trabala viridana
Trabala viridana (tên tiếng Anh: Sunda Green Vishnu-moth) là một loài bướm đêm thuộc họ Lasiocampidae. Nó được tìm thấy ở Sumatra, Borneo và bán đảo Mã Lai.

## Hình ảnh

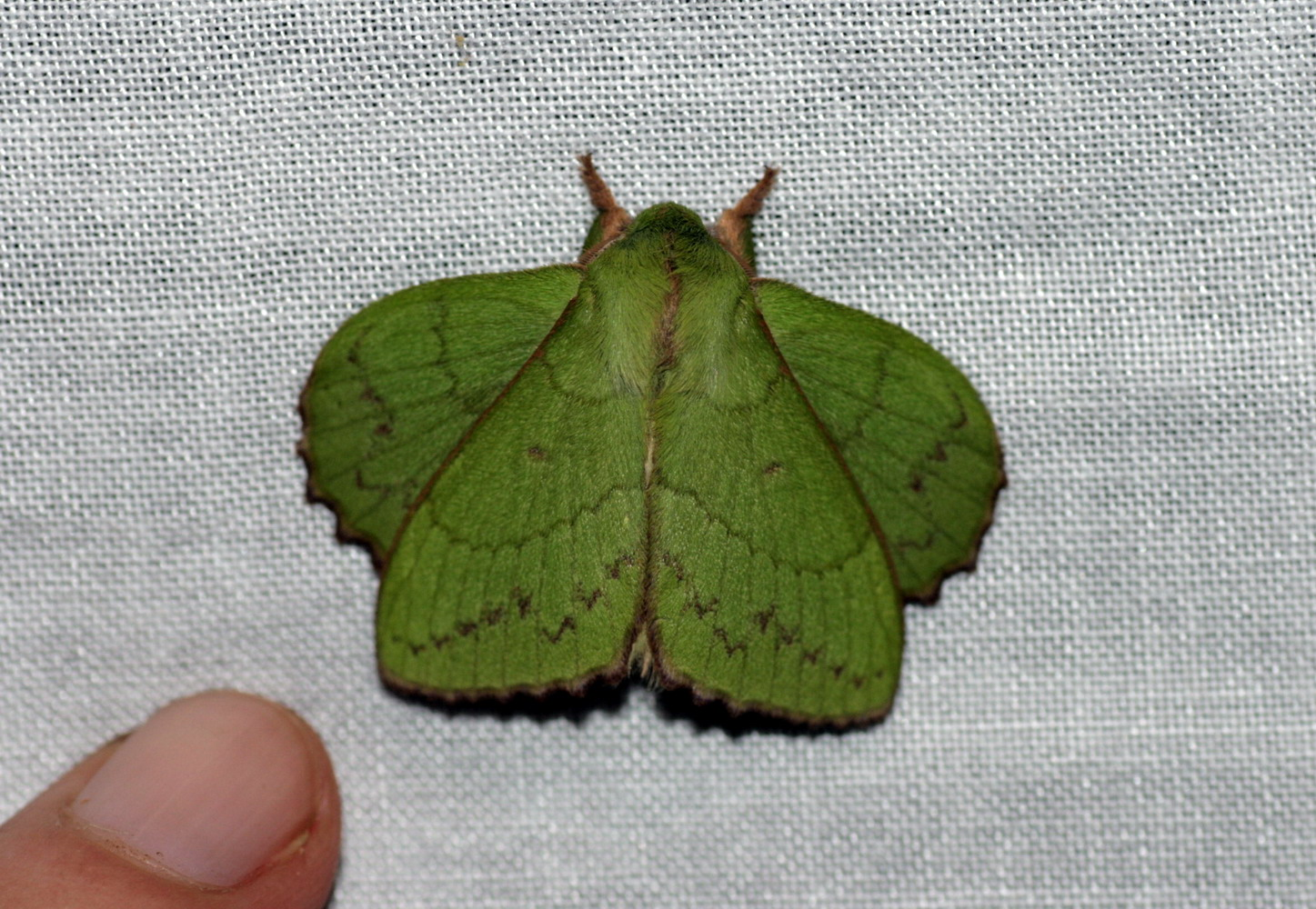